# Oude Nederlandsche Bankgebouw
Het oude Nederlandsche Bankgebouw (Afrikaans: Die ou Nederlandse Bankgebou) is een gebouw aan het Kerkplein in de Zuid-Afrikaanse (bestuurlijke) hoofdstad Pretoria. Het gebouw draagt de naam van de voormalige Nederlandsche Bank voor Zuid-Afrika en is een van de beschermde gebouwen in de westelijke muur van het Kerkplein.

## Geschiedenis

### Bankgebouw

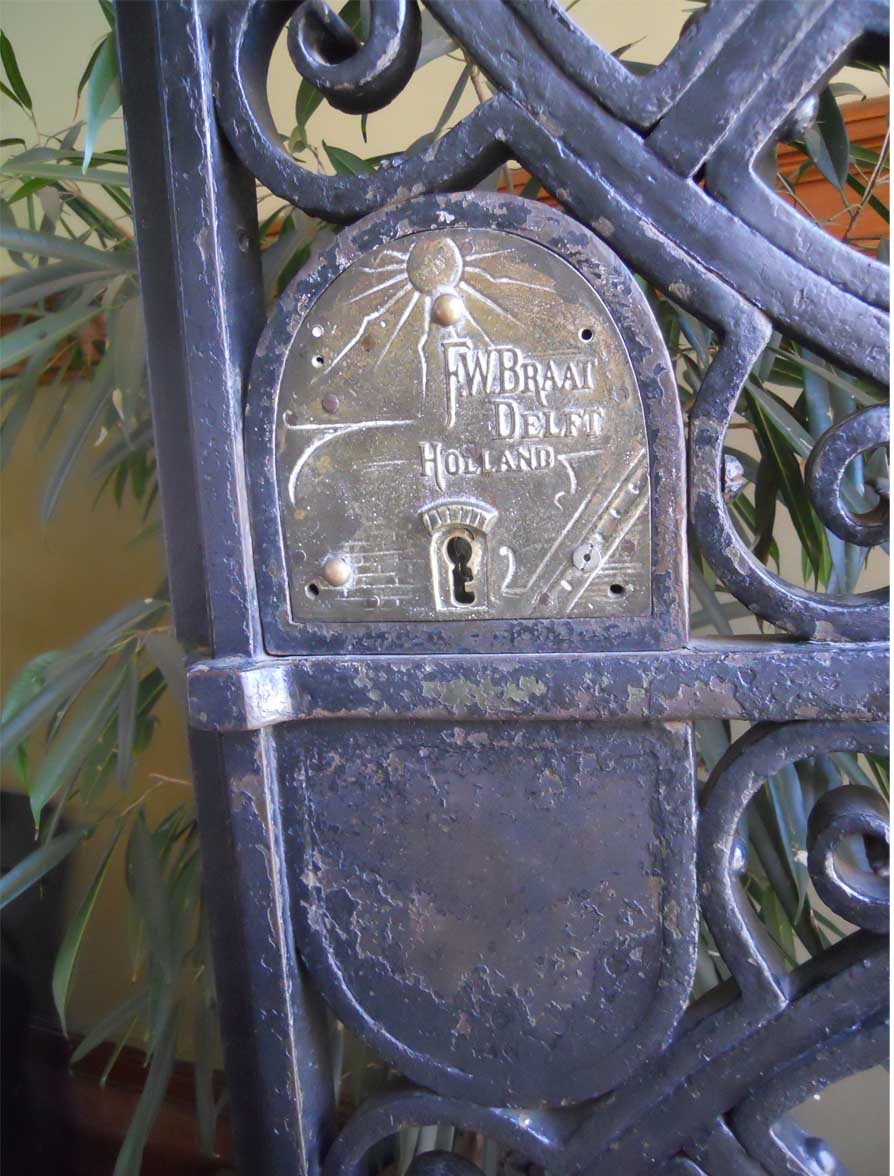
Ambachtswerk van de F.W. Braatfabrieken.

Op 23 maart 1888 werd de Nederlandsche Bank en Credietvereniging voor Zuid-Afrika in Amsterdam opgericht. Nog datzelfde jaar werd een hoofdagentschap opgericht in Pretoria, de hoofdstad van de toenmalige Zuid-Afrikaansche Republiek. In 1898 had de bank al reeds vier winkels geopend in de republiek. Daarom kreeg de Nederlandse architect Willem de Zwaan in 1896 de opdracht om een gebouw voor de Nederlandsche Bank te ontwerpen. Hij ontwierp een gebouw in de Hollandse Renaissancestijl. Al het smeedijzeren ambachtswerk werd gemaakt door de F.W. Braatfabrieken uit het Nederlandse Delft.
Op 2 december 1897 opende de bank haar deuren in het nieuwe gebouw. Op het moment van voltooiing was de Nederlandsche Bank de derde bank, die haar deuren aan het Kerkplein opende en in 1900 was het een van de zeven banken die rond het Kerkplein gevestigd waren. In 1914 verwoestte een brand de tweede verdieping (bovenste verdieping) van het gebouw.
Toen in 1951 de Nederlandsche Bank voor Zuid-Afrika haar Zuid-Afrikaanse afdeling onder de naam Nederlandse Bank in Suid-Afrika registreerde als een zelfstandig dochterbedrijf, kocht de Zuid-Afrikaanse regering het pand. Op dit moment is het pand nog steeds in bezit van de Zuid-Afrikaanse overheid. De Nederlandse Bank in Suid-Afrika behield haar kantoor op de benedenverdieping tot 1953. In dat jaar verhuist zij naar Johannesburg. De eerste verdieping werd verhuurd aan het directiesecretariaat van de Zuid-Afrikaansche Fabrieken Voor Ontplofbare Stoffen.

### Universiteit
In de jaren 1975-1977 wordt het gebouw gebruikt als hoofdkantoor van het Department Argitektuur van de Universiteit van Pretoria. Ook gebruikte de universiteit het gebouw als tijdelijke expositieruimte, met als gevolg dat het gehele Kerkplein een gewilde plek voor liefhebbers van architectuur. Hierdoor verklaarde Staatspresident Viljoen de westelijke muur op het Kerkplein tot nationaal monument.
In 1993 werd in het gebouw een herdenkingsplaat onthuld met daarop de namen van de 64 scholen uit Pretoria, die gestreden hebben voor de erkenning van de westelijke muur van het Kerkplein als nationaal monument.

## Huidig gebruik
Het Tshwane Tourist Information Centre begon het gebouw in 2000 te gebruiken als plaatselijke VVV. Zij huurt het gebouw van de provinciale overheid van Gauteng. De kantoren op de eerste verdieping worden thans gebruikt door de Local Economic Development en Business Bibliotheek.

## Architectuur

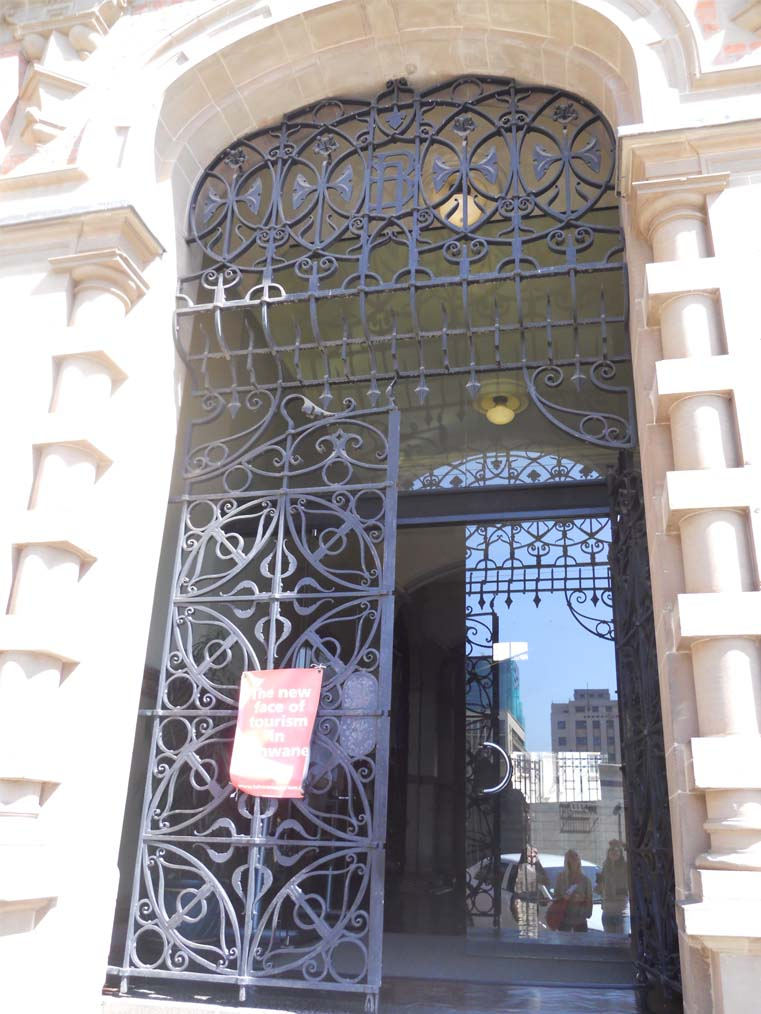
Het toegangshek met tulpmotief en bovenin het logo van de oude Nederlandsche Bank voor Zuid-Afrika.

De buitenkant van het gebouw is gebouwd in de Hollandse Renaissancestijl. De gevel van het gebouw is opgetrokken in zandsteen, terwijl de zijkanten zijn opgetrokken uit rode bakstenen. De voegen zijn gevoegd in de vorm van een bol geklopte voeg, waarop met de accentuering van een gesneden (of geknipte) voeg, welke soms gebruikt worden in een gebouw uit de Hollandse Renaissancestijl. Het hekwerk voor de ingang, is evenals de binnenkant van het gebouw, uitgevoerd in jugendstil.
De binnenkant van het gebouw is echter uitgevoerd in jugendstil. Zo heeft de fabrikant F.W. Braatfabrieken uit Delft de gietijzeren trapleuning in het gebouw en het toegangshek aan de buitenkant uitgevoerd in deze stijl met een tulp-accent erin, als verwijzing naar de Nederlandse eigenaar van het gebouw, de Nederlandsche Bank en Credietvereniging voor Zuid-Afrika.